# Kanton Magny-le-Désert
Kanton Magny-le-Désert (francouzsky Magny-le-Désert) je francouzský kanton v departementu Orne v regionu Normandie. Byl vytvořen z 46 obcí při reformě kantonů v roce 2014. V květnu 2016 sestával z 40 obcí (vzhledem k procesu slučování některých obcí).

## Obce kantonu (květen 2016)
- Avoine
- Boucé
- Carrouges
- Chahains
- Le Champ-de-la-Pierre
- La Chaux
- Ciral
- Écouché-les-Vallées [p 1]
- Fleuré
- Fontenai-les-Louvets
- Goulet
- Joué-du-Bois
- Joué-du-Plain
- La Lande-de-Goult
- La Lande-de-Lougé
- Livaie
- Longuenoë
- Lougé-sur-Maire
- Magny-le-Désert
- Méhoudin
- Le Ménil-Scelleur
- Montgaroult
- La Motte-Fouquet
- Rânes
- Rouperroux
- Saint-Brice-sous-Rânes
- Saint-Didier-sous-Écouves
- Saint-Ellier-les-Bois
- Saint-Georges-d'Annebecq
- Saint-Martin-des-Landes
- Saint-Martin-l'Aiguillon
- Saint-Ouen-le-Brisoult
- Saint-Patrice-du-Désert
- Saint-Sauveur-de-Carrouges
- Sainte-Marguerite-de-Carrouges
- Sainte-Marie-la-Robert
- Sentilly
- Sevrai
- Tanques
- Vieux-Pont